# Santolina chamaecyparissus
El abrótano hembra (Santolina chamaecyparissus) es una especie de  subarbusto o planta herbácea, perteneciente a la familia de las Asteráceas.

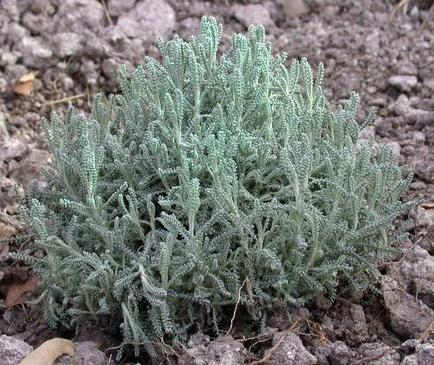
Vista de la planta

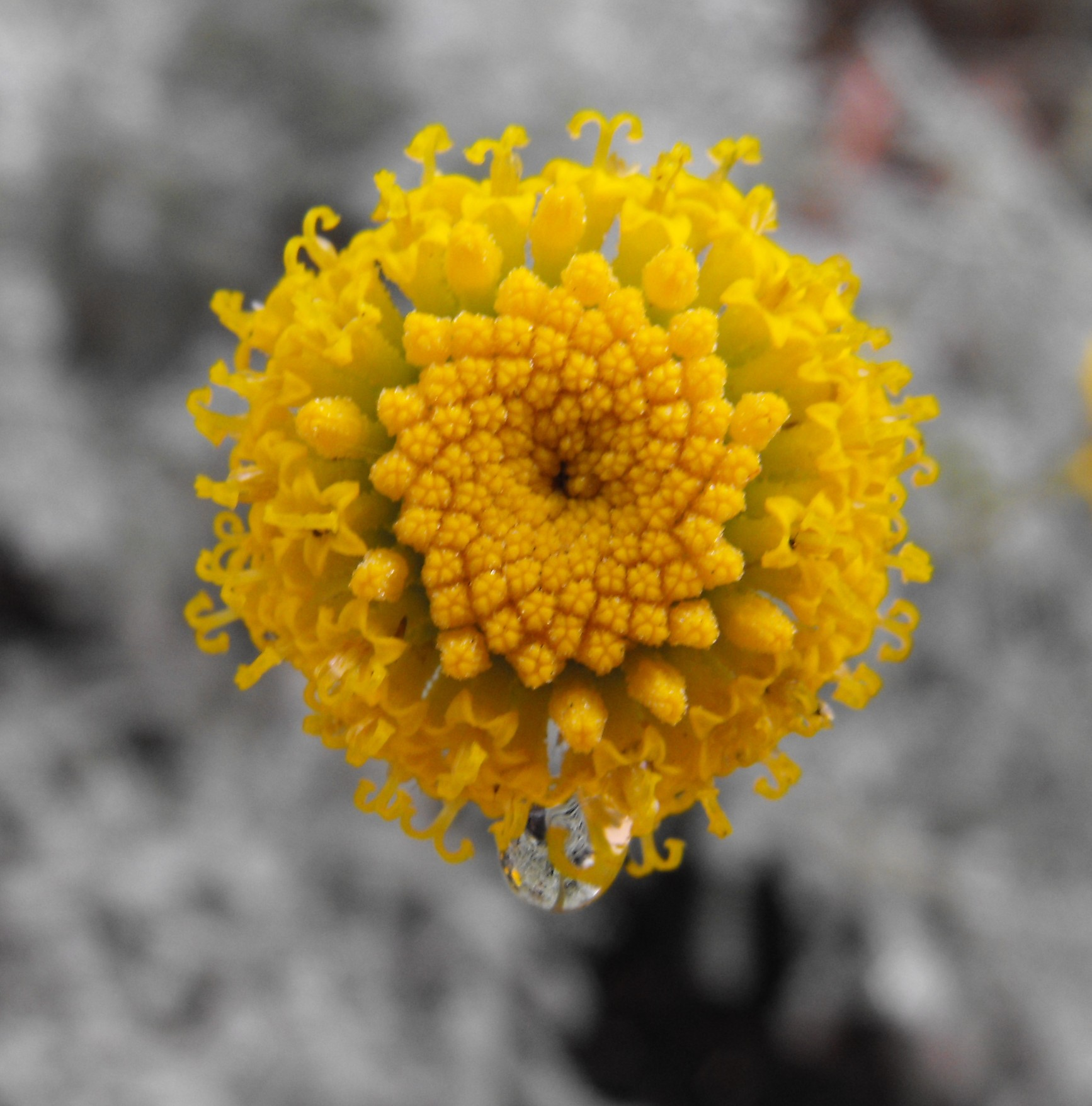
Detalle de la flor

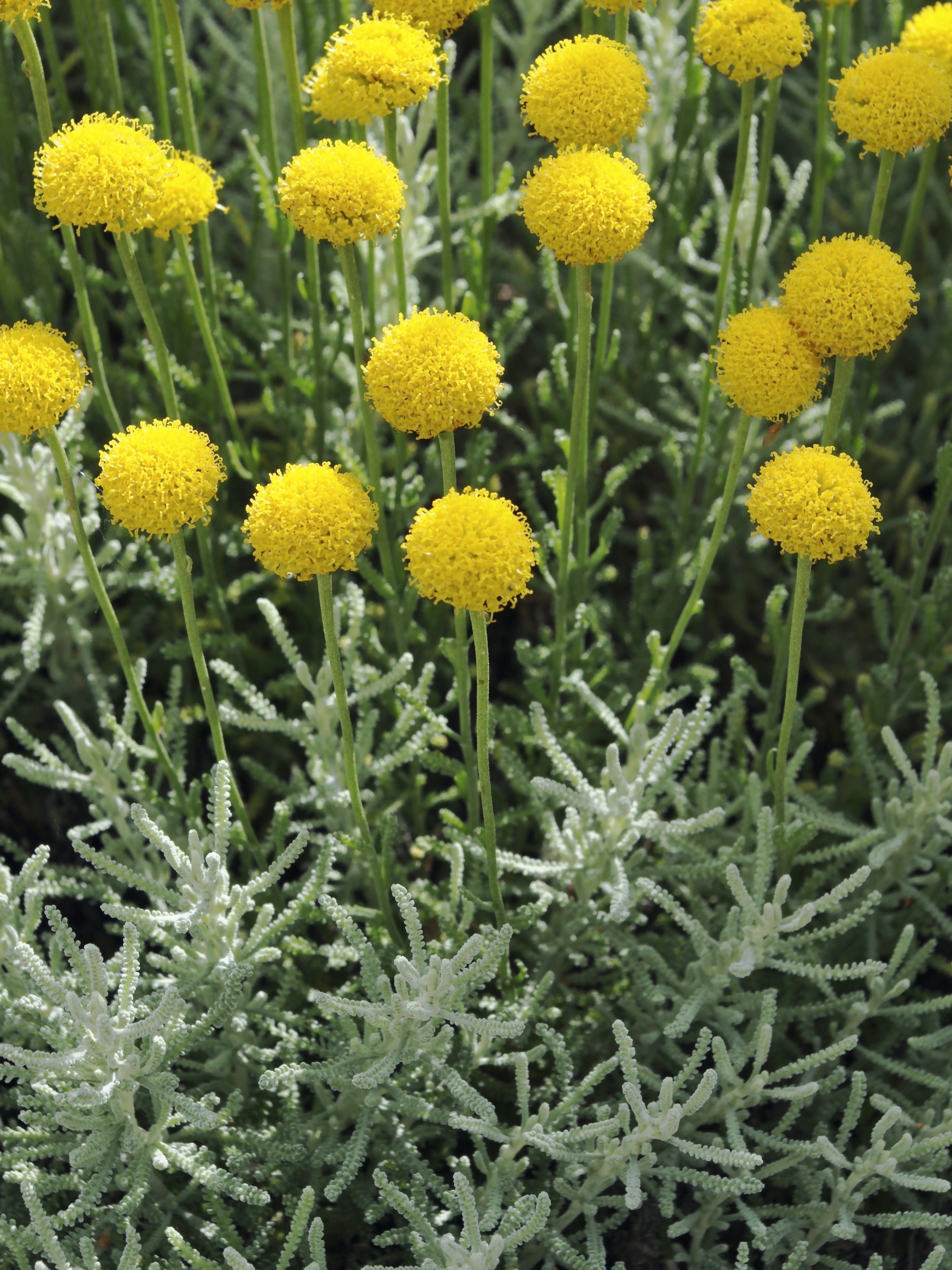
Vista de la planta

También es conocido como cipresilla, hierba lombriguera, boja, guardarropa, manzanillera, ontina de cabezuelas, té de Aragón, manzanilla de Mahón o manzanilla Mahón. Se cultiva por sus propiedades medicinales o con fines ornamentales.

## Descripción
Posee numerosos tallos delgados sobre el que crecen hojas de color verde grisáceo, estrechas, lineales, divididas, carnosas y aromáticas. desprenden un intenso olor aromático que recuerda a la manzanilla. En lo alto brotan cabezuelas hemisféricas con flores tubulosas de color amarillo. Su altura puede oscilar entre los 20 y 70 cm. Su fruto es cuadrangular.

## Hábitat
La planta es originaria del sur de Europa, encontrándose también en el norte de África y en Norteamérica. Crece en collados y laderas arcillosas o pedregosas.

## Propiedades
- Se utiliza para evitar las polillas poniéndolo dentro de los cajones de ropa.
- Es rica en aceites aromáticos.
- Puede servir como vermífugo.
- Tiene propiedades estomacales.
- Antibiótico y desinfectante.[3]

## Taxonomía
Santolina chamaecyparissus fue descrita por  Carlos Linneo y publicado en Species Plantarum 2: 842. 1753.
Etimología
Santolina:  nombre genérico que deriva  del latín sanctus = "sagrado" y linum = "lino", basada en un antiguo nombre de una especie de este género.
chamaecyparissus: nombre genérico en latín derivado del griego χαμαικυπάρισσος ("ciprés de suelo"), y ya usado en la antigua Roma para nombrar la especie. Este nombre designa también al Chamaecyparis, un género de Cupressaceae.
Sinonimia
- Santolina chamaecyparissus subsp. chamaecyparissus
- Santolina chamaecyparissus subsp. insularis (Gennari ex Fiori) Yeo
- Santolina chamaecyparissus subsp. pecten Rouy
- Santolina chamaecyparissus subsp. squarrosa (DC.) Nyman Santolina chamaecyparissus Squarrosa
- Santolina chamaecyparissus subsp. tomentosa (Pers.) Arcang.
- Santolina chamaecyparissus var. insularis Gennari ex Fiori
- Santolina pectinata Benth., non Lag.
- Santolina pinnata Viv.[7]
- Abrotanum foemina Garsault
- Santolina marchii Arrigoni[8]

## Nombres comunes
- Castellano: abrótano filigranado, abrotano hembra, abrotano labrado, abrotano montesino, abrotano serrano, abrótamo hembra, abrótano hembra, abrótano montesino, abrótano montrino, abrótano serrano, bocha, bocha conejera, boja, boja blanca, bojeta, botonera, brochera, brotano, brótano, bótano hembra, centonicon, cipresillo, ciprés bajo, coscoxu, escoba mujeriega, escobas mujeriegas, guarda-ropa, guardarropa, hierba cupresillo, hierba lombriguera, hierba lombriguera hembra, hierba piojera, lombriguera, lombriguera española, manzanilla, manzanilla amarga, manzanilla borde, manzanilla del campo, manzanilla salvaje, manzanillera, meaperros, ontina, ontina de cabezuelas, pacencia, paciencia, papu, santolina, tombo, tomillo perruno, untina de cabezuelas, yerba cupresillo, yerba lombriguera, yerba lombriguera hembra, yerba piojera,[9] manzanilla de Mahón,[1] manzanilla Mahón.[2]